# Semidistrito de Raron oriental
O Semidistrito de Raron oriental (alemão: Östlich Raron) é um dos 14 distritos do Cantão suíço do Valais, e que tem como capital a cidade de Mörel-Filet. Neste distrito do Valais, a língua oficial é o alemão.
Segundo o censo de 2010, o semi-distrito ocupa uma superfeicie de 127,16 km2, tem uma população total de 2 982 hab. o que faz uma densidade de 23,5 hab/km2. O semi-distrito é  constituído por 11 comunas .

## Imagens

Bandeira do Cantão do Valais
Armas de Mörel-Filet
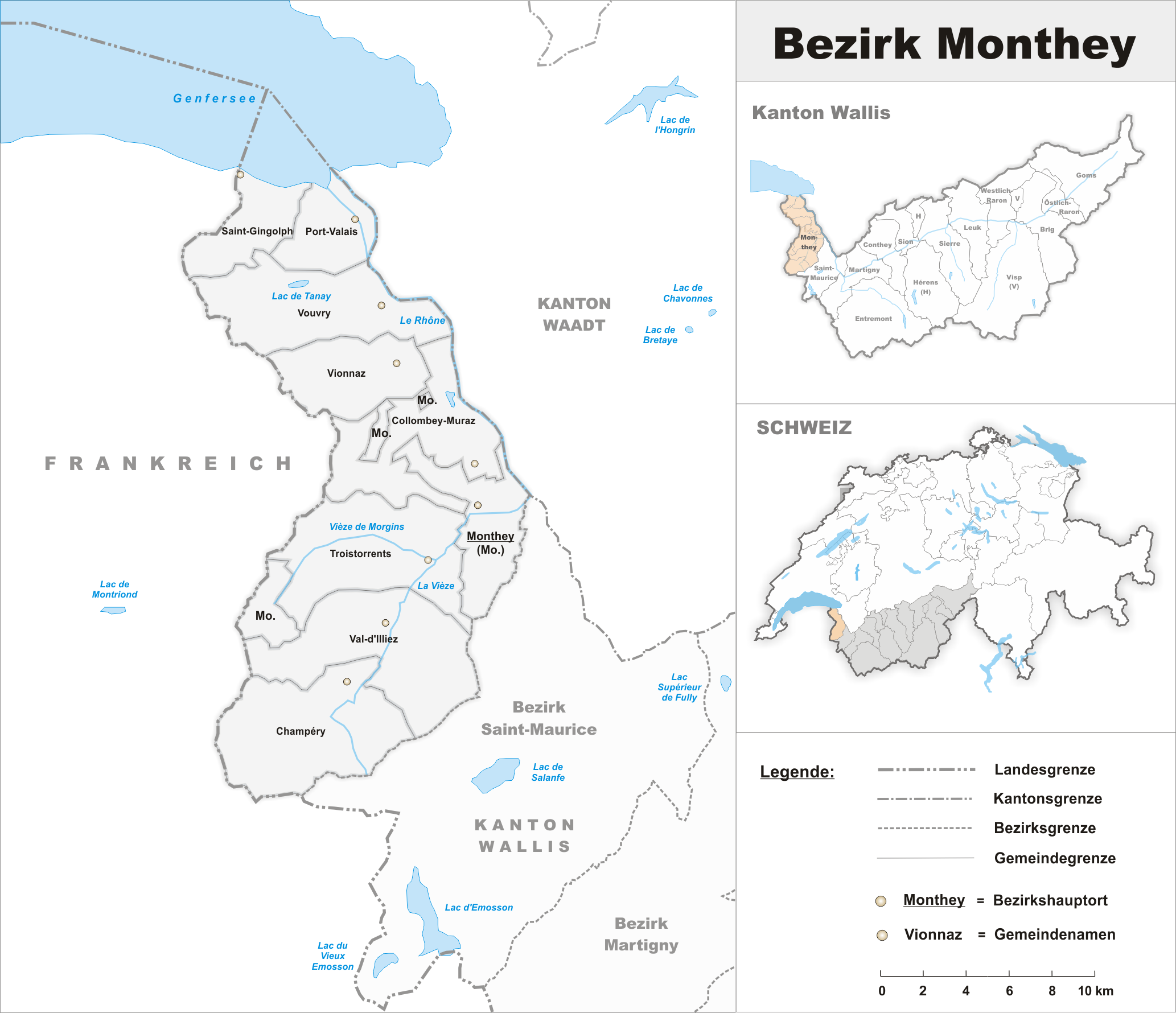
Distrito de Monthey

## Comunas
O semi-distrito de Raron oriental e as suas 7 comunas:
| No OCS | De Betten a Riederalp |
| 6171   | Betten                |
| 6172   | Bister                |
| 6173   | Bitsch                |
| 6177   | Grengiols             |
| 6178   | Martisberg            |
| 6203   | Mörel-Filet           |
| 6181   | Riederalp             |